# Provinciale weg 275
De Provinciale weg 275 (N275) is een provinciale weg in de Nederlandse provincie Limburg, die loopt vanaf de A2 bij Nederweert, langs de Noordervaart, in de richting van Blerick. Tussen Heide en Koningslust is de N275 onderbroken. Men moet hier via de N560 en N277 rijden om bij Maasbree weer verder te gaan als N275.
De weg is overal op de wegwijzers genummerd als provinciale N-weg. Bij de onderbreking tussen Heide en Koningslust is op de N560 ook de N275 genummerd, op het gedeelte van de N277 is deze wit-blauw genummerd. Tot 1996 werd het verkeer om de onderbreking heen geleid door de kern van Helden-Panningen via de N561 en N562.

## Geschiedenis
Oorspronkelijk was het gedeelte tussen Nederweert en Beringe een rijksweg. De weg is nooit in een rijkswegenplan opgenomen en was tot 1992 genummerd als planvervangende rijksweg 775. Vanaf 1981 werd dit gedeelte in het kader van de tweede fase van de wegnummering ten behoeve van de bewegwijzering genummerd als N275. In het kader van de Wet herverdeling wegenbeheer werd de weg per 1 januari 1993 overgedragen aan de provincie Limburg. Deze nummerde de weg tussen Helden en Venlo aanvankelijk ook als N275.
N62 · N69 · N251 · N252 · N253 · N254 · N255 · N256/A256 · N257 · N258 · N260 · N261 · N262 · N263 · N264 · N266 · N267 · N268 · N269 · N270/A270 · N271 · N272 · N273 · N274 · N275 · N276 · N277 · N278 · N279 · N280 · N281 · N282 · N283 · N284 · N285 · N286 · N287 · N288 · N289 · N290 · N291 · N292 · N293 · N294 · N295 · N296 · N296n · N297 · N298 · N300 · N321 · N322 · N324 · N329 · N389 · N394 · N395 · N396 · N397

N556 · N562 · N564 · N570 · N572 · N590 · N595 · N598 · N601 · N602 · N605 · N607 · N612 · N613 · N615 · N616 · N617 · N618 · N620 · N622 · N625 · N629 · N631 · N632 · N637 · N638 · N639 · N640 · N641 · N651 · N652 · N653 · N654 · N655 · N656 · N658 · N659 · N660 · N661 · N662 · N663 · N664 · N665 · N666 · N667 · N668 · N669 · N670 · N671 · N673 · N674 · N675 · N676 · N682 · N683 · N686 · N689 · N690 · N831 · N843

Voormalige provinciale wegen: N299 · N551 · N552 · N553 · N554 · N555 · N560 · N561 · N563 · N565 · N566 · N567 · N568 · N571 · N574 · N580 · N581 · N582 · N583 · N584 · N585 · N586 · N587 · N588 · N589 · N591 · N592 · N593 · N594 · N596 · N597 · N603 · N604 · N606 · N608 · N610 · N611 · N614 · N619 · N621 · N623 · N624 · N626 · N628 · N630 · N634 · N642 · N657